# Гюлятаґ
Вардадзор (вірм. Վարդաձոր), Гюлятаг (азерб. Gülyataq) — село у Мартакертському районі Нагірно-Карабаської Республіки. Село розташоване за 7 км на захід від траси Мартакерт — Аскеран — Степанакерт, за 15 км на південний захід від Мараткерта, поруч з селами Мєхмана, Кусапат, Цахкашен та Нор Карміраван.

## Пам'ятки
Фортеця Мелік-Алавердянів 1799 р., цвинтар 12-13 ст., церква «Овсеп Єхці» — середньовіччя.